# Anguilla bengalensis
Anguilla bengalensis es una especie de pez del género Anguilla, familia Anguillidae. Fue descrita científicamente por Gray en 1831.
Se distribuye por Asia: Pakistán, India, Sri Lanka, Birmania y las Indias Orientales. También en Nepal y Bangladés. La longitud total (TL) es de 200 centímetros con un peso máximo de 6 kilogramos. Habita en el mar, también en aguas dulces, arroyos y estuarios.
Está clasificada como una especie marina inofensiva para el ser humano. Es comestible y de gran valor nutricional, además posee propiedades medicinales útiles para tratar la artritis.